# 馬克·霍華德
馬克·霍華德（英語：Mark Howard；1986年9月21日—）是一位英格蘭足球運動員。在場上的位置是守門員。。

## 外部連結
- 足球数据库：馬克·霍華德的球员统计数据
- Sheffield United Official player profile